# František Teuner
František Teuner (6. března 1911, Benešov u Prahy – 25. červen 1978, Norimberk) byl český lékař, pravicový extremista angažující se ve výchově mládeže a později také kolaborant s nacismem. Byl členem organizace Vlajka a v roce 1941 připravoval s ministrem školství a národní osvěty Emanuelem Moravcem vznik jednotné mládežnické organizace zvané Kuratorium pro výchovu mládeže v Čechách a na Moravě, ve které pak od května 1942 působil jako generální referent. Při procesu s představiteli Kuratoria v roce 1947 byl odsouzen k trestu smrti. Rozsudek mu však byl změněn na doživotní odnětí svobody. V roce 1963 byl z vězení propuštěn. Po okupaci vojsky Varšavské smlouvy v roce 1968 emigroval do Západního Německa, kde také zemřel.

## Rodinné zázemí a tradice
František Teuner se narodil 6. března 1911 v Benešově do rodiny primáře okresní nemocnice MUDr. Karla Teunera a jeho manželky Jarmily. Za kmotry Františka Teunera byli František Ferdinand d'Este s chotí arcivévodkyní Žofií, po kterých byl také František pokřtěn (celým jménem: František Ferdinand Žofie Karel Jaromír). Arcivévodský pár se však křtu nezúčastnil a při křtu je zastupoval František Schneiberg, arcivévodský ústřední hlavní pokladník v Benešově, s manželkou Laurou. Teuner měl ještě dva sourozence bratra Karla (1912) a sestru Žofii (1916).
Teunerova rodina svými vazbami patřila do početné názorové skupiny okolo bývalé rakouské šlechty, která se vznikem republiky a nastolením nových společenských podmínek cítila poškozena. Změnou poměrů ztratila šlechta své dosavadní elitní postavení a během pozemkové reformy přišla také o část majetku. Sekulární republika také zpřetrhala do té doby silné vazby státu na katolickou církev. V tomto ohledu byla proto i Teunerova konzervativní rodina vůči modernímu liberálnímu prostředí První republiky značně kritická, což výrazně ovlivňovalo mladého Teunera v jeho radikálním pravicovém směřování.
Ve školním roce 1921/22 začal František Teuner studovat na benešovském gymnáziu. Jeho třídním učitelem byl ThDr. I. Kolář. Dne 19. 6. 1929 odmaturoval a v duchu rodinné tradice započal studium medicíny na Univerzitě Karlově. V roce 1935 promoval u profesora Bydlíka na doktora všeobecného lékařství. Od roku 1941 pracoval na interní klinice u profesora Josefa Pelnáře.

## Vlajka a Mládež Vlajky
Teuner byl již od vysokoškolských studií velmi aktivním krajním pravičákem. V roce 1930 vstoupil do organizace Vlajka a v roce 1939 založil skupinu Mládež vlajky. Rok na to ho Jan Rozsévač-Rys jmenoval ústředním vedoucím propagandy a náčelníkem mládeže ČNTS-Vlajka. Zpočátku spolupracoval s Janem Rysem-Rozsévačem, se kterým se však v roce 1941 rozešel, a z Vlajky vystoupil. Počátkem roku 1941 Dr. Teuner navazuje společně se svými spolupracovníky spolupráci s Emanuelem Moravcem.

## Kuratorium pro výchovu mládeže v Čechách a na Moravě
Příprava organizačního zajištění a školení kádrů započalo 15. března 1942 tříhodinovými schůzkami v soukromých bytech bývalých funkcionářů Mládeže Vlajky, např. u Jaroslava Čermáka, Miloše Janatky nebo u Karla Brabce a dalších příznivců. Celkem jich proběhlo osmnáct. Podkladem k ideologickému studiu sloužily: stanovy a činnost Hitlerovy mládeže, NSDAP, spisy Baldura von Schiracha, Alfreda Rosenberga a Mein Kampf. Setkání řídil František Teuner. Po nástupu do úřadu Zastupujícího říšského protektora v Čechách a na Moravě v září 1941 Reinhard Heydrich jmenoval Emanuela Moravce ministrem školství a vedoucím Úřadu lidové osvěty. V únoru 1942 už měla skupina kolem dr. Františka Teunera asi 25 osob a řídila se pokyny Emanuela Moravce.
21. května 1942 předložil František Teuner ministru Moravcovi seznam vedoucích pro připravovanou jednotnou organizaci české mládeže. 28. května 1942, den po spáchání atentátu na zastupujícího říšského protektora Reinharda Heydricha, vydala vláda Protektorátu nařízení o povinné službě mládeže, k nimž přibyly později další legislativní normy, které spolu tvořily základ výstavby nové organizace: Nařízení předsedy Kuratoria pro výchovu mládeže v Čechách a na Moravě ze dne 30.5.1942, kterým se stanoví zásady pro povinnou službu mládeže a Nařízení předsedy Kuratoria pro výchovu mládeže v Čechách a na Moravě ze dne 30.5.1942 o rozsahu povinné služby mládeže.
Dne 2. června 1942 na velké manifestaci k odsouzení atentátu na říšského protektora na Staroměstském náměstí se Teuner svým proslovem poprvé zapsal do povědomí národa. Teuner se po celou dobu trvání Protektorátu zásadně podílel na vybudování Kuratoria pro výchovu mládeže v Čechách a na Moravě a od května 1942 působil ve funkci generálního referenta. Nacistickým režimem mu byla udělena „čestná dýka“ a cena Reinharda Heydricha.
František Teuner nicméně v mnoha případech nebyl tou osobou, která by výrazněji ovlivňovala směřování a činnost Kuratoria. O zásadních věcech rozhodovali němečtí poradci. Teuner prošel poměrně záhy deziluzí. Mezi německými poradci neměl žádnou autoritu, jeho návrhy byly ignorovány a limitem mu byla i nedostatečná znalost němčiny. Byl dokonce rozhodnut Kuratorium opustit. Nakonec se však se situací smířil a vděčně přijal úlohu usměvavého propagátora Kuratoria. Přes lokajský charakter jeho veřejných projevů je z jiných jeho aktivit zřejmé, že s tvrdou linií kolaborace a nacistické politiky se už vnitřně neztotožňoval. V roce 1943 například soukromě povzbudil spisovatele Jaroslava Foglara, aby během léta opatrně a nenápadně uspořádal svůj každoroční oddílový tábor, byť oficiální stanovisko Kuratoria bylo v této věci jednoznačně zamítavé. V závěru roku 1944 intenzivně, ale neúspěšně intervenoval proti popravě 19letého Vladimíra Vojtěchovského, který byl obviněn ze schvalování atentátu na Hitlera.

## Po válce
Na samém konci války Teuner (vybavený falešnými doklady) uprchl do západní zóny. Byl však vypátrán americkou policií. V Československu byl na základě tzv. retribučního dekretu Edvarda Beneše Národním soudem r.1947 v nepřítomnosti odsouzen k trestu smrti. V průběhu soudu ho americká tajná služba CIC předala v Mnichově sovětským, respektive československým orgánům, zůstával ovšem zadržován v utajení. Jeho pokus o sebevraždu během transportu z Mnichova do Československa dopadl neúspěšně. Na vykonání rozsudku čekal několik let, v srpnu 1951 mu komunistický prezident Klement Gottwald udělil milost a trest byl zmírněn na doživotní vězení, který si odpykával v různých věznicích – na Mírově, v Leopoldově a ve slovenské Ilavě, kde také působil v době nedostatku vězeňských lékařů na ambulanci nebo nemocničním oddělení jako vězeňský lékař. Pozitivně ho zde hodnotila celá řada politických vězňů. Na svobodu byl propuštěn až po mnoha žádostech v roce 1963. Musel přijmout dělnické zaměstnání. Teprve později mohl začít opět vykonávat lékařskou praxi.
V roce 1968 po okupaci vojsky Varšavské smlouvy emigroval do Západního Německa, kde opět působil jako lékař. Zde také sepsal své dodnes (stav k roku 2018) nevydané Paměti, ve kterých hodnotí své pohnutky k práci s mládeží v pravicovém duchu. Zemřel v červnu 1978 v Norimberku.